# فرانز راينر
فرانز راينر هو راكب الكنو سويسري، (و. 1912  م).

## وصلات خارجية
- فرانز راينر على موقع أوليمبيديا (الإنجليزية)